# Інститут цифровізації освіти НАПН України
Інститут цифровізації освіти НАПН України (до 2022 року був Інститут інформаційних технологій і засобів навчання НАПН України) створений 16 червня 1999 року рішенням Президії Академії педагогічних наук України відповідно до Постанови Кабінету Міністрів України від 7 червня 1999 року № 988

## Загальна інформація
Інститут є Головною науковою установою з інформатизації НАПН України і в межах цього напряму діяльності: розробляє і затверджує на Президії НАПН України основні напрями корпоративної науково-технічної політики інформатизації Академії, концептуальні і теоретико-технологічні засади інформатизації НАПН України, науково-методичні умови їх системної реалізації; при виконанні робіт, пов'язаних з інформатизацію, забезпечує дотримання науковими установами і навчальними закладами Академії концептуальних засад і пріоритетних напрямів реалізації корпоративної науково-технічної політики інформатизації АПН України.
Інститут є провідною в системі освіти України науковою установою, діяльність якої спрямована на проведення фундаментальних і прикладних досліджень щодо розв'язання актуальних теоретико-методологічних і науково-методичних проблем створення, впровадження та застосування програмних і технічних засобів навчання та інформаційно-комунікаційних технологій в освіті. Діяльність Інституту зумовлена необхідністю реалізації нових завдань, що стоять перед освітою України і вимагають формування якісно нового навчального середовища, яке б відповідало сучасним освітнім потребам людини, стану і перспективним тенденціям науково-технологічного та соціально-культурного розвитку суспільства, новітнім досягненням психолого-педагогічної науки та освітньої практики в Україні та світі.
Метою створення Інституту є проведення фундаментальних і прикладних досліджень, спрямованих на розв'язання актуальних теоретико-методологічних і науково-методичних проблем створення, впровадження та застосування в освіті програмних і технічних засобів навчання та інформаційно-комунікаційних технологій.

## Основні завдання
- здійснення теоретичних та експериментальних досліджень щодо створення і використання засобів навчання та інформаційно-комунікаційних технологій у навчально-виховному процесі закладів освіти усіх типів;

- розробка технічних умов, педагогічних стандартів, методик сертифікації засобів навчання, приладів, обладнання та устаткування, інформаційно-комунікаційних технологій в освіті;

- інженерно-педагогічне проектування системи інформаційної підтримки освітнього простору України, зокрема віртуальних систем і систем дистанційного навчання і освіти;

- здійснення координації науково-дослідної, проектної і виробничої діяльності щодо створення і використання засобів навчання та інформаційно-комунікаційних технологій в освіті;

- підготовка кадрів вищої кваліфікації через аспірантуру і докторантуру, стажування та підвищення кваліфікації науковців і працівників закладів освіти з тематики інституту;

- організація і проведення наукових та науково-практичних конференцій, семінарів, симпозіумів, підготовка наукових і науково-методичних друкованих та електронних видань тощо.

## Основні напрями діяльності
- науково-дослідний:

розробка наукових проблем та проведення експериментальних досліджень щодо створення, розвитку і застосування в навчально-виховному процесі навчальних закладів України всіх ступенів і рівнів акредитації новітніх засобів навчання з різних дисциплін; інформаційних технологій навчання, комп'ютерних програм навчального призначення, Інтернет-сайтів, Інтернет-порталів, комп'ютерно орієнтованих навчально-методичних комплексів, інших електронних засобів і ресурсів з різних дисциплін; Інтернет орієнтованих баз і банків даних науково-педагогічної інформації; автоматизованих систем формування і підтримування в актуальному і безпечному стані електронних навчальних і наукових ресурсів єдиного інформаційного освітнього простору; систем електронного дистанційного навчання, засобів дистанційних аудіо- і відео- телекомунікацій, мультимедійних та комп'ютерних інтерактивних засобів навчання, засобів відображення і презентації комп'ютерної інформації; автоматизованих моделюючих, експертних і віртуальних навчальних систем; нових і типових архітектур навчальних комп'ютерних комплексів і комплектів, складу і структури їх загальносистемного та прикладного програмно-апаратного забезпечення, окремих комп'ютерно орієнтованих засобів навчання з природничо-математичних і гуманітарних дисциплін; комп'ютерно орієнтованого навчального середовища, у тому числі, для систем відкритої освіти та систем електронного дистанційного навчання; автоматизованих систем тестового оцінювання впливу новітніх засобів навчання та ІКТ на результати навчальної діяльності; автоматизованих систем наукових досліджень.
- науково-експериментальний:

створення мережі наукових центрів, експериментальних майданчиків, пілотних навчальних закладів з проблематики Інституту; організація і здійснення широкомасштабних педагогічних експериментів в комп'ютерній мережі пілотних навчальних закладів щодо відпрацювання новітніх засобів навчання, ІКТ та методик їх застосування в освітній практиці, електронних дистанційних технологій навчання і освіти.
- проектно-технологічний:

обґрунтування умов, стандартів, науково-методичного забезпечення застосування й сертифікації засобів навчання, їх комплектів і комплексів та супровід їх промислового випуску; розробка науково обґрунтованих нормативів оснащення навчальних закладів України всіх ступенів і рівнів акредитації технічними засобами навчання з різних дисциплін та програмно-апаратними засобами навчальних комп'ютерних комплексів.
- науково-координаційний:

здійснення координації науково-дослідної, проектної і виробничої діяльності навчальних закладів, наукових установ і виробничих підприємств щодо створення і застосування в освітній практиці новітніх засобів навчання та ІКТ.
- науково-методичний та освітній:

вивчення, узагальнення і поширення передового вітчизняного і зарубіжного досвіду з тематики Інституту; надання допомоги навчальним закладам, науковим установам і виробничим підприємствам з питань впровадження в навчально-виховний процес засобів навчання нового покоління, ІКТ, електронних дистанційних технологій навчання і освіти; підготовка наукових кадрів вищої кваліфікації — кандидатів і докторів наук через докторантуру та аспірантуру; підвищення кваліфікації та стажування наукових і науково-педагогічних кадрів з напрямів, що досліджуються в Інституті.
- міжнародний:

співпраця з навчальними закладами, науковими установами і виробничими підприємствами зарубіжних країн, які досліджують і розв'язують споріднені проблеми; проведення спільних досліджень, виконання спільних програм та проектів.

## Сучасна структура
- Відділ хмаро орієнтованих систем інформатизації освіти
- Відділ технологій відкритого навчального середовища
- Відділ відкритих освітньо-наукових інформаційних систем
- Відділ мережних технологій і баз даних
- Відділ компаративістики інформаційно-освітніх інновацій

Інститут інформаційних технологій і засобів навчання є лауреатом численних щорічних конкурсів Виставок-презентацій «Інноваційні технології навчання», «Інноватика в освіті України» та «Сучасні навчальні заклади» і нагороджений дипломами, золотими і бронзовими медалями. З метою популяризації наукового доробку за межами України, вивчення й використання зарубіжного досвіду, підвищення рівня міжнародної комунікації і взаємодії в сфері науки та освіти у межах виконання заходів з інформатизації НАПН України Інститутом упроваджено низку електронних освітніх ресурсів підтримки наукових психолого-педагогічних досліджень, зокрема, електронну бібліотеку НАПН України (lib.iitta.gov.ua), яка за рейтингом Webometrics посіла 8 місце в Україні серед усіх електронних бібліотек наукових установ та ВНЗ; електронне наукове фахове видання «Інформаційні технології і засобів навчання» на платформі OJS (journal.iitta.gov.ua), за рейтингом «Бібліометрики української науки» посідає перше місце серед усіх фахових видань України в галузі педагогічних наук, а також має найвищий індекс цитувань серед вітчизняних фахових видань у галузі педагогічних наук та включено до понад 40 електронних міжнародних каталогів і баз даних, зокрема до 15 реферативних і науко метричних; модель типового сайту наукової установи; інформаційну систему «Наукові дослідження» (planning.edu-ua.net); запропоновано підходи щодо використання відкритих web-орієнтованих систем моніторингу впровадження результатів науково-педагогічних досліджень. За результатами досліджень Ranking Web of Research Centers у міжнародному рейтингу наукових центрів Webometrics Інститут займає 37 місце в Україні та 5896 у світі.

## Науковий доробок— практичній освіті

### Видання і збірники
Для висвітлення результатів теоретичних наукових досліджень та їх упровадження в освітню практику функціонують видання, ініціатором створення і активним співзасновником яких є Інститут. Серед них: електронне наукове фахове видання Інституту «Інформаційні технології і засоби навчання» [Архівовано 14 липня 2016 у Wayback Machine.]; на міжнародній сучасній видавничій платформі Open Journal Systems (спільно з ДВНЗ УМО НАПН України. Рік заснування: 2006, 6 випусків на рік), Станом на квітень 2016 р. журнал займає 8 місце у «Топ 100 наукових періодичних видань України», складеному НБУ ім. В. І. Вернадського. За даними Google Scholar [Архівовано 8 серпня 2016 у Wayback Machine.] станом на 20 квітня 2016:– кількість цитувань статей журналу — 2661; h-індекс — 21; i10-індекс — 83.
Науковці Інституту цифровізації освіти - це 50% засновників Академії когнітивних та природничих наук, організатора конференцій і видавця журналів за науковими напрямами Інституту.
Співробітники та співробітниці інституту входять до складу редакційних колегій та проводять наукове рецензування рукописів статей періодичних фахових видань України й матеріалів конференцій. Серед яких:
- електронне наукове фахове видання Educational Technology Quarterly (спільно із ГО "Академія когнітивних та природничих наук", Криворізьким державним педагогічним університетом, 4 випуски на рік);
- електронне наукове фахове видання Educational Dimension (спільно із ГО "Академія когнітивних та природничих наук", Криворізьким державним педагогічним університетом, 2 випуски на рік);
- електронне наукове фахове видання CTE Workshop Proceedings (спільно із ГО "Академія когнітивних та природничих наук", Криворізьким державним педагогічним університетом, 1 випуск на рік);
- електронне наукове фахове видання Journal of Edge Computing (спільно із ГО "Академія когнітивних та природничих наук", Державним університетом "Житомирська політехніка", 2 випуски на рік);
- електронне наукове фахове видання Ukrainian Journal of Educational Studies and Information Technology (спільно із ГО "Академія когнітивних та природничих наук", Криворізьким державним педагогічним університетом, 4 випуски на рік)

та інших.

### Бібліометрика
Станом на початок 2016 рік Інститут займає 20 місце серед рейтингу наукових колективів за даними системи «Бібліометрики української науки» [Архівовано 10 липня 2016 у Wayback Machine.], що призначена для експертного оцінювання результатів діяльності вчених і дослідницьких колективів України.
- Рейтинг Інституту та наукових колективів [Архівовано 11 липня 2016 у Wayback Machine.]

- Рейтинг наукових періодичних видань [Архівовано 22 січня 2018 у Wayback Machine.]

### Інновації в навчальних закладах
Інститут забезпечує впровадження практичної частини наукових досліджень у навчально-виховний процес навчальних закладів України шляхом проведення педагогічних експериментів, освітніх проектів та конкурсів, серед яких:
- «Хмарні сервіси в освіті», 2014—2017 рр., на базі 32 ЗНЗ у місті Києві, Вінницькій, Житомирській, Сумській, Дніпропетровській, Хмельницькій та ін. областях України;
- «Розумники», 2014—2017 рр. на базі 6 ЗНЗ України.
- «Розвиток критичного мислення і навичок критичного оцінювання вебресурсів старшокласниками», 2014—2018 рр. за участі чотирьох закладів післядипломної освіти.

### Науково-методичні заходи
Науковці інституту щорічно беруть участь у більш як 100 наукових заходів в Україні і за кордоном. Інститут є співорганізатором понад 10 конференцій, науково-практичних семінарів, 4 з яких — міжнародні, зокрема, ICTERI (International Conference on ICT in Education, Research, and Industrial Applications), MoodleMoot Ukraine, Міжнародного Інтернет-семінару «Cloud Tecnologies in Education» та ін.
Регулярно проводяться навчальні тренінги для педагогічних, наукових та науково-педагогічних працівників. Зокрема, в 2015 р. проведено 12 тренінгів: 7 — для педагогів ЗНЗ, 5 — для наукових співробітників та викладачів ВНЗ. Оголошення про навчальні тренінги оприлюднюються на офіційному сайті та на сторінках Інституту в соціальних мережах (Група ІІТЗН на Facebook, Профіль ІІТЗН на Google+ [Архівовано 23 жовтня 2016 у Wayback Machine.]).

### Навчально-просвітницька діяльність в соціальних мережах
Цілком підтримуючи і поділяючи принципи відкритого наукового й освітнього простору, Інститут відкритий до співпраці й поширення результатів досліджень, для чого використовує вебресурси і хмарні сервіси.
Інститут представлено у соціальних мережах: Група ІІТЗН на Facebook, Профіль ІІТЗН на Google+ [Архівовано 23 жовтня 2016 у Wayback Machine.], Сторінка ІІТЗН у LinkedIn, Відділ хмаро орієнтованих систем інформатизації освіти у Facebook, Відділ комп'ютерно орієнтованих засобів навчання у Facebook, Відділ технологій відкритого навчального середовища у Facebook, Відділ відкритих освітньо-наукових інформаційних систем у Facebook, Відділ мережних технологій і баз даних у Facebook, Відділ компаративістики інформаційно-освітніх інновацій у Facebook.
Науковцями інституту створено групи, спільноти, блоги для спілкування на професійну тематику, обміну досвідом, компетентного обговорення актуальних проблем в освіті: https://www.facebook.com/groups/1429370987315738 Хмарні сервіси в освіті, e-learning UA, Шкільний навчальний експеримент з сайтом симуляцій Phet [Архівовано 13 жовтня 2016 у Wayback Machine.], Морські скаути України, Обирай професію правильно! [Архівовано 20 січня 2022 у Wayback Machine.], Опитування про ІКТ, Толока сімейної освіти та інші.

### Електронні освітні ресурси та лабораторні засоби навчання
Підрозділи Інституту забезпечують науково-методичний супровід упровадження сучасних засобів навчання з природничо-математичних дисциплін у навчальний процес освітніх закладів. [Архівовано 19 вересня 2020 у Wayback Machine.]
Було здійснено апробацію засобів навчання, комплектів обладнання і методичних рекомендацій щодо їх використання для забезпечення навчального процесу з природничо-математичних дисциплін загальноосвітньої школи.
Розроблено Електронний навчально-методичний комплекс для підготовки вчителів з використання інтерактивного моделювання фізичних процесів [Архівовано 19 вересня 2020 у Wayback Machine.].
Створена Електронна бібліотека Національної академії педагогічних наук України.

### Підготовка наукових кадрів вищої кваліфікації
Інститут у 2010 р. став ініціатором створення нової наукової спеціальності 13.00.10 - інформаційно-комунікаційні технології в освіті та вперше в Україні було відкрито аспірантуру та докторантуру (2011 р.) за цією спеціальністю. Також, з 2010 р. в Інституті функціонує спеціалізована вчена рада Д 26.459.01 для проведення захистів дисертацій на здобуття наукового ступеня доктора (кандидата) педагогічних наук. За період 2011—2018 рр. відбулося 47 захистів дисертаційних робіт, з них 7 докторських та 40 кандидатських. Повний перелік захищених дисертацій з текстами авторефератів та частиною дисертаційних робіт [Архівовано 21 червня 2016 у Wayback Machine.]
Рада молодих вчених Інституту
Історія Ради молодих вчених має два напрями. Офіційна та неофіційна. У 2012 році на зібранні молодих вчених, аспірантів і докторантів у кількості 35 осіб було проведено перше засідання, на якому Яцишин А.В. було запропоновано створити таку Раду в Інституті і обговорено проект Положення про діяльність Ради. Ініціатива була обговорена і підтримана усіма присутніми одноголосно. Керівництвом Інституту, також було підтримано цю ініціативу. Офіційна історія Роботи ради молодих вчених розпочалась у 2016 році, коли були оновлені Статути Інституті і НАПН України, у яких вже були внесені пункти про функціонування Ради молодих вчених. У 2016 році підготовлено і затверджено Положення Ради молодих вчених Інституту інформаційних технологій і засобів навчання НАПН України. У 2018 році Радою молодих вчених було розроблено Положення про конкурс "Кращий молодий вчений і аспірант Інституту інформаційних технологій і засобів навчання НАПН України року" та орнанізовано і проведено вперше такий конкурс. 